# Brunnenkunst (Arnstadt)

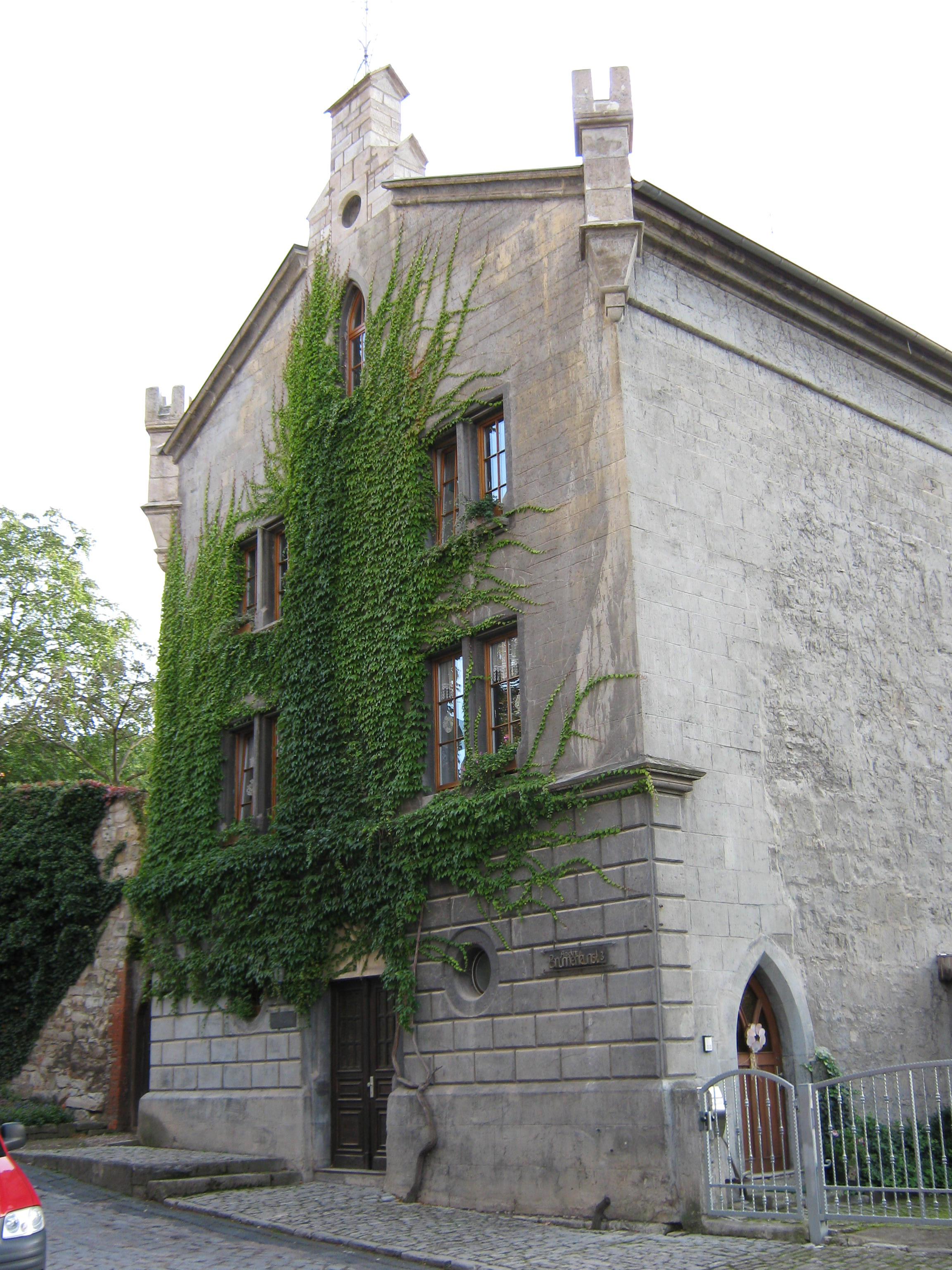
Die ehem. Brunnenkunst in Arnstadt

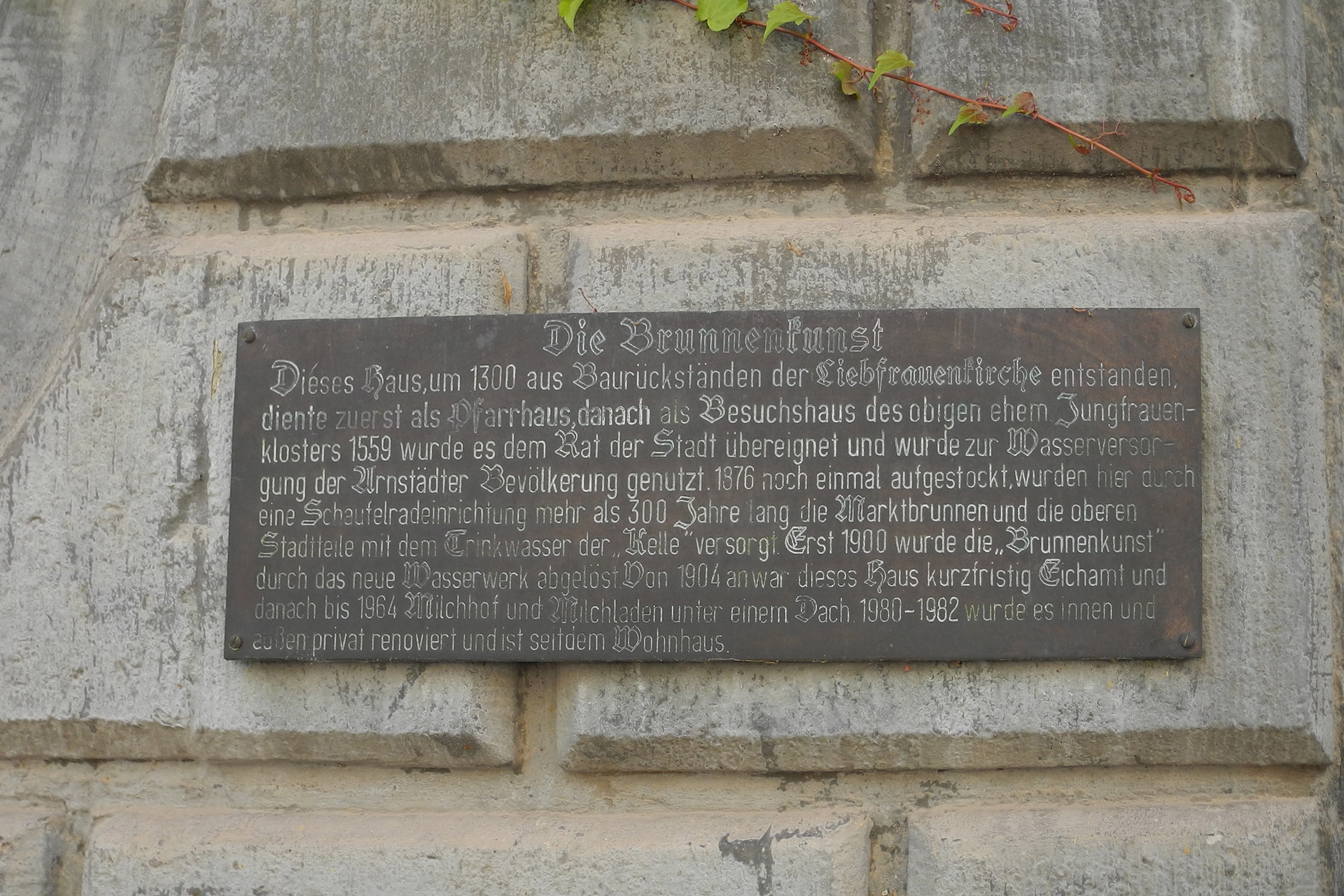
Tafel an der Brunnenkunst

Die Brunnenkunst ist ein markantes Gebäude im Westen von Arnstadt, das von 1559 bis 1900 der Wasserversorgung der Stadt (historisch: „Wasserkunst“) diente. Es befindet sich an der alten Stadtmauer in der Nähe der Liebfrauenkirche.

## Geschichte
Das ursprüngliche Gebäude war seit 1412 ein Teil des Jungfrauenklosters (Benediktinerinnen) an der Liebfrauenkirche und wurde als Pfarrhaus und Besuchshaus genutzt („conclavi virginum“ – Gemach der Jungfrauen).
Im Jahre 1540 wurde erstmals ein Wasserrad erwähnt und vier Jahre später wurde ein neues Gebäude errichtet. Nach der Säkularisation kaufte die Stadt im Jahre 1559 das Gebäude. Es diente nun der Wasserversorgung der gesamten oberen Stadt.
Im Jahr 1876 wurde das Haus im Stil des Historismus umgebaut und dabei um eine weitere Etage aufgestockt. Nach der Inbetriebnahme des neuen Wasserwerks in Arnstadt-Schönbrunn im Jahre 1900 wurde das Haus anderweitig genutzt, zunächst als Eichamt und danach bis zum Jahr 1964 als Molkereigeschäft. Seit dem Umbau im Jahr 1980 dient es als Wohnhaus.

## Wasserversorgung
Die Wasserzuführung zur Brunnenkunst erfolgte durch die „Zahme Weiße“ (auch „Kelle“ genannt), ein Bach bzw. offener Graben, der von der Wilden Weiße gespeist wurde und seit 1347 die Stadt versorgte. Das Wasser floss zunächst entlang der Schönbrunnstraße bis zur Hohen Bleiche und unter dieser Straße hindurch zur „Brunnenkunst“. Hier wurde das Wasser mit einem Schöpfrad in den Hochbehälter gehoben, der die wichtigsten Brunnen der oberen Stadt versorgte und die Trinkwasserversorgung der Stadt sicherstellte.
Nach dem Passieren der Brunnenkunst verlief der Graben der Zahmen Weiße dann im Bereich der heutigen Straßen Obere Weiße und An der Weiße, wo er auch zur Versorgung der Industrie diente, bevor der Abfluss über die Wilde Weiße in die Gera erfolgte.
Mit der Inbetriebnahme des Wasserwerks in Schönbrunn und des Wasserturms Alteburg im Jahr 1900 hatte das Grabensystem der Zahmen Weiße seine Bedeutung verloren und wurde überbaut. Zur Absicherung der Wasserversorgung wurde 1928 der neue Wasserturm auf dem Arnsberg errichtet.